# Michael Tilson Thomas

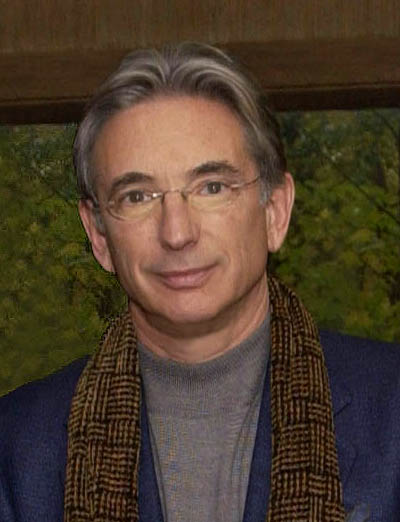
Michael Tilson Thomas 2008

Michael Tilson Thomas (auch als MTT bekannt; * 21. Dezember 1944 in Los Angeles, Kalifornien) ist ein US-amerikanischer Dirigent, Pianist und Komponist. Er war von 1995 bis 2020 Chefdirigent des San Francisco Symphony Orchestra.

## Leben
Tilson Thomas studierte an der University of Southern California Klavier bei John Crown, Komposition und Dirigieren bei Ingolf Dahl. Als junger Pianist spielte er 1963 in Los Angeles u. a. mit Gregor Piatigorsky und Jascha Heifetz. Unter der Aufsicht Igor Strawinskis wirkte er an der Weltersteinspielung der vierhändigen Version für Klavier des Sacre du printemps mit. 1966 war er Assistenzdirigent in Bayreuth und gewann 1969 den Koussevitzky-Preis in Tanglewood. 1973 wurde er Chefdirigent des Buffalo Philharmonic Orchestra und dirigierte regelmäßig beim Boston Symphony Orchestra, London Symphony Orchestra (1988–1995 Chefdirigent, gegenwärtig Principal Guest Conductor) und Los Angeles Philharmonic Orchestra. 1990 führte er seine Komposition Aus dem Tagebuch der Anne Frank auf. Weitere Kompositionen von ihm sind u. a. Showa/Shoah, Urban Legend, Island Music, Notturno, Street Song, Agnegram. Tilson Thomas lebt mit seinem Ehemann Joshua Robison in San Francisco.

## Auszeichnungen
Grammy Award for Best Orchestral Performance:
- 1997 mit dem San Francisco Symphony Orchestra: Prokofjew: Romeo und Julia (Szenen).
- 2000 mit Peninsula Boys Choir, San Francisco Girls Chorus, San Francisco Symphony und San Francisco Symphony Chorus: Strawinsky: Der Feuervogel; Le Sacre du printemps; Perséphone
- 2003 mit dem San Francisco Symphony Orchestra: Mahler: 6. Sinfonie
- 2006 mit dem San Francisco Symphony Orchestra: Mahler: 7. Sinfonie
- 2013 mit dem San Francisco Symphony Orchestra: John Adams: Harmonielehre; Short Ride in a Fast Machine

Grammy Award for Best Classical Album:
- 2000 mit dem Peninsula Boys Choir, dem San Francisco Girls Chorus, dem San Francisco Symphony Orchestra und dem San Francisco Symphony Chorus: Strawinsky: Der Feuervogel; Le Sacre du printemps; Perséphone
- 2004 mit dem Pacific Boychoir, dem San Francisco Girls Chorus, dem San Francisco Symphony Orchestra und dem San Francisco Symphony Chorus: Mahler: 3. Sinfonie, Kindertotenlieder.
- 2006 mit dem San Francisco Symphony Orchestra: Mahler: 7. Sinfonie.
- 2010 mit dem Pacific Boychoir, dem San Francisco Girls Chorus, dem San Francisco Symphony Orchestra und dem San Francisco Symphony Chorus: Mahler: 8. Sinfonie.

Grammy Award for Best Choral Performance:
- 1976 mit dem Cleveland Boys Choir, Cleveland Orchestra Chorus und dem Cleveland Orchestra: Orff: Carmina Burana.
- 2010 mit dem Pacific Boychoir, dem San Francisco Girls Chorus, dem San Francisco Symphony Orchestra und dem San Francisco Symphony Chorus: Mahler: 8. Sinfonie.

Grammy Award for Best Classical Compendium:
- 2021 mit dem San Francisco Symphony: From the Diary of Anne Frank & Meditations on Rilke.

National Medal of Arts:
- 2009, verliehen durch US-Präsident Barack Obama, Verleihung am 25. Februar 2010[7]

American Academy of Arts and Sciences:
- 2006, gewähltes Mitglied

American Academy of Arts and Letters:
- 2018, Ehrenmitglied[8]